# لیوبف آرلووا
لیوبُف پتروونا آرلووا (روسی: Любо́вь Петро́вна Орло́ва؛ ‏ [lʲʊˈbofʲ pʲɪˈtrovnə ɐrˈɫovə] ؛ ‏ ۱۱ فوریه [سبک قدیمی: ۲۹ ژانویه] ۱۹۰۲ – ۲۶ ژانویهٔ ۱۹۷۵) بازیگر، خواننده، هنرمند رقص و نوازنده پیانو اهل روسیه بود.
او یکی از نخستین ستارگان سینما، رقص و آواز در اتحاد جماهیر شوروی محسوب می‌شود. فیودور شالیاپین زمانی که وی هفت ساله بود، با دیدن استعدادش، پیش‌بینی کرده بود که روزی هنرمند مشهوری خواهد شد.
وی همچنین برندهٔ جوایزی همچون نشان لنین، جایزه هنرمند مردمی اتحاد جماهیر شوروی، مدال دفاع از قفقاز، و هنرمند مردمی جمهوری شوروی فدراتیو سوسیالیستی روسیه شده‌است.